# Jean-Louis-Xavier de Saint-Esteben
Jean-Louis-Xavier de Saint-Esteben est un ecclésiastique et homme politique français, né le 14 septembre 1719 à Saint-Jean-de-Luz (Pyrénées-Atlantiques) et mort à une date inconnue.

## Biographie
Jean-Louis-Xavier de Saint-Esteben naît le 14 septembre 1719 à Saint-Jean-de-Luz, de Jean Baptiste Gabriel, vicomte de Saint-Esteben, baron de Sault, major au régiment de Broglie, et de Marie Ursule de Haraneder.
D’abord missionnaire aux Indes, il est ensuite curé de Ciboure, en l’église Saint-Vincent, de 1788 à 1791,,.
Il est élu député du clergé aux États généraux de 1789 pour le bailliage d’Ustaritz, pays des Basques. Il siège du 24 avril 1789 au 30 septembre 1791 à l’Assemblée constituante.
En 1791 il refuse de se soumettre à la Constitution civile du clergé ; condamné par le décret du 14 février 1792, il se résout à l’exil, où il meurt probablement.